# Solariola venusta
Solariola venusta (лат.) — вид жуков-долгоносиков рода Solariola из подсемейства Entiminae. Название происходит от латинского слова venustus (прекрасный).

## Распространение
Встречаются в Италии, Калабрия (Vibo Valentia, Spadola), на высоте от 750 до 800 м.

## Описание
Жуки-долгоносики мелкого размера с узким телом, длина от 2,58 до 3,20 мм, ширина надкрылий 1 мм, длина рострума от 0,35 до 0,50 мм, ширина до 0,35 мм. От близких видов отличается коренастым телом, субпараллельными боками надкрылий, чёрным оттенком кутикулы. Основная окраска тела коричневая. Усики 11-члениковые булавовидные (булава из трёх сегментов). Глаза редуцированные. Скутеллюм очень мелкий. Коготки лапок одиночные. Встречаются в песчаных почвах. Предположительно ризофаги.

## Таксономия
Впервые был описан в 2019 году итальянскими энтомологами Чезаре Белло (Cesare Bello, Верона, Италия), Джузеппе Озелла (Giuseppe Osella, Верона) и Козимо Бавьера (Cosimo Baviera, Messina University, Мессина). По признаку коренастого широкого тела и отсутствию на пронотуме специализированных щетинок (echinopappolepida) включают в состав видовой группы Solariola gestroi трибы Peritelini (или Otiorhynchini).